# ラ・シャペル＝ラブレ
ラ・シャペル＝ラブレ （La Chapelle-Rablais）は、フランス、イル＝ド＝フランス地域圏、セーヌ＝エ＝マルヌ県のコミューン。

## 地理
ラ・シャペル＝ラブレはブリー地方の中心にあり、ナンジスの南西8kmのところにある。
全長42.1kmのアルモン川（セーヌ川右岸の支流）がコミューン内を流れる。その他に小河川としてヴィルフェルモワ川、プレ・デ・ヴァレ川がある。
最寄りの鉄道駅はナンジス駅で、パリ東駅-プロヴァン駅区間を走るトランシリアンP東線の電車が停車する。この路線は現在、ボンバルディア社製のAGC車両、B 82500が走っている。

## 由来
『カエデの木』（bois d'érables）を意味するForesta de Herablenと12世紀に呼ばれていたことが証明されている。1世紀後に地名は『カエデの礼拝堂』（chapelle des érables）を意味するCapella de Érableyoと記された。

## 歴史
ラ・シャペル＝ラブレに最初の住民がいたしるしが見られるのは、1282年にさかのぼる。物語はこの時点で、領主シモン1世コルニュが土地を一掃して集落をつくったことになっている。初めて教区が登録されたのは1752年の日付だった。10年の間に教区は、教区と周辺の自治体の住民からなる1000人から2000人の名前を再編している。そこには200年前の国内パスポートの痕跡が見られる。

## 人口統計
| 1962年 | 1968年 | 1975年 | 1982年 | 1990年 | 1999年 | 2006年 | 2015年 |
| ------ | ------ | ------ | ------ | ------ | ------ | ------ | ------ |
| 324    | 294    | 342    | 492    | 755    | 779    | 889    | 983    |

参照元:1962年から1999年までは複数コミューンに住所登録をする者の重複分を除いたもの。それ以降は当該コミューンの人口統計によるもの。1999年までEHESS/Cassini、2006年以降INSEE

## 参照
1. ↑  http://services.sandre.eaufrance.fr/Courdo/Fiche/client/fiche_courdo.php?CdSandre=F44-0400
2. ↑  "Histoire de la commune de La Chapelle-Rablais". fr.topic-topos.com. 2016年4月19日閲覧。[リンク切れ]
3. ↑  http://cassini.ehess.fr/cassini/fr/html/fiche.php?select_resultat=8176
4. ↑  https://www.insee.fr/fr/statistiques/3293086?geo=COM-77089
5. ↑  http://www.insee.fr